# Општина Шару Дорнеј (Сучава)
Шару Дорнеј (рум. Şaru Dornei) општина је у Румунији у округу Сучава.
Oпштина се налази на надморској висини од 974 m.